# IBM Personal System/2

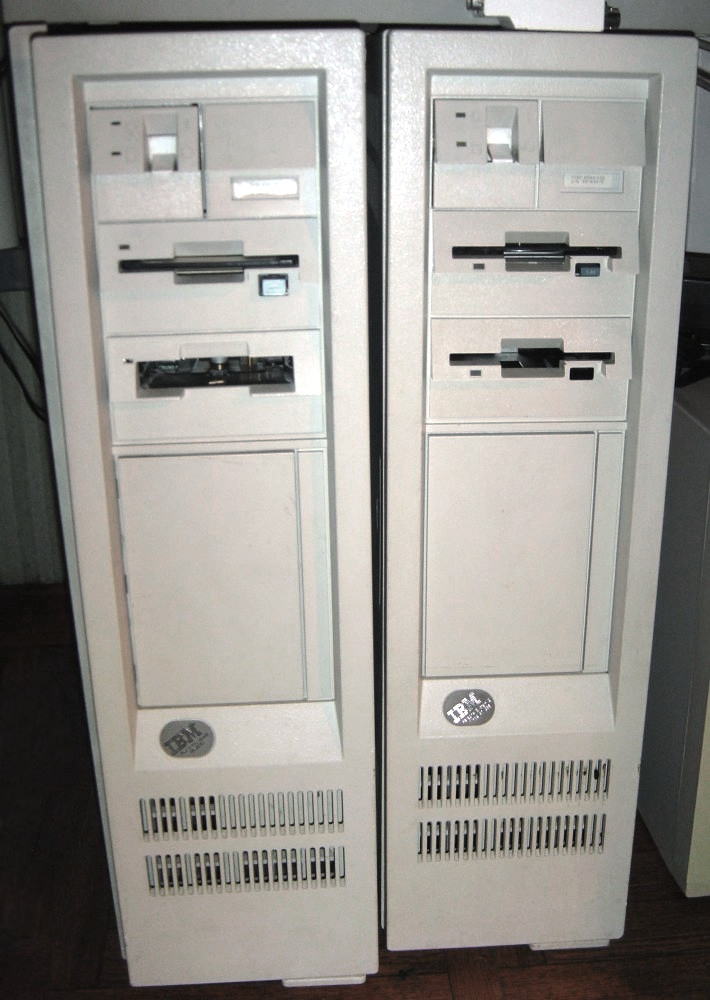
PS/2 modèles 60 et 80 en colonne. Les premiers modèles avaient un interrupteur rouge. Il devint blanc sur les modèles suivants.

L’IBM PS/2 (Personal System/2) est une série d'ordinateurs personnels produits par IBM à partir de 1987. Tous ces ordinateurs furent compatibles avec le premier IBM PC.
Le projet d'un successeur du PC ayant des performances graphiques nettement supérieures avait transpiré sous le nom de PC 2, et freinait de ce fait les ventes de PC. Frank Cary fit une déclaration solennelle selon laquelle IBM ne préparait aucun "PC 2". Cela obligea ensuite IBM à changer le « PC » en « PS », sans remous de la presse, puisque les nouvelles machines, toutes munies du nouveau bus MCA sauf le 8530, n'étaient à vrai dire plus des compatibles PC au sens strict du terme.

## Concepts et nouveautés
Les PS/2, lancés mondialement en avril 1987, ont introduit pêle-mêle :
- Des contrôleurs clavier et souris PS/2 en mini-DIN 6 broches qui resteront la référence du genre jusqu'à l'an 2000.

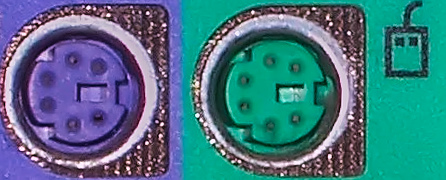
Ports clavier et souris PS/2 sur une carte mère moderne. Les codes de couleurs vert et violet n'apparurent que vers 1997.

- La carte graphique Video Graphics Array (VGA), originellement capable de produire une image de 320×240 pixels en 256 couleurs (mode MCGA), ou de 640×480 pixels en 16 couleurs, les couleurs choisies dans une palette de 262144 couleurs dans les deux cas.
- Le bus MicroChannel Architecture, MCA, 16 et 32 bits, sauf sur le 8530.
- Les modèles puissants (70,80...) comportent une interface ESDI de disque dur, qui deviendra SCSI sur des modèles ultérieurs (65) ; les bas de gamme possèdent des interfaces ST-506.

Les modèles de PS/2 sont en deux formats. Le premier est le format Desktop, ou de bureau, horizontal, et le second en colonne. Ces derniers avaient des cartes mères comportant jusqu'à 8 bus MCA, en format court 16 bits, ou long 32 bits, et même, sur certaines, un format spécifique vidéo, appelé 32 bits + VBE (Video Bus Extension), un peu plus long que le MCA 32 bits (à ne pas confondre avec le VBE).

## Pourquoi le PS/2?

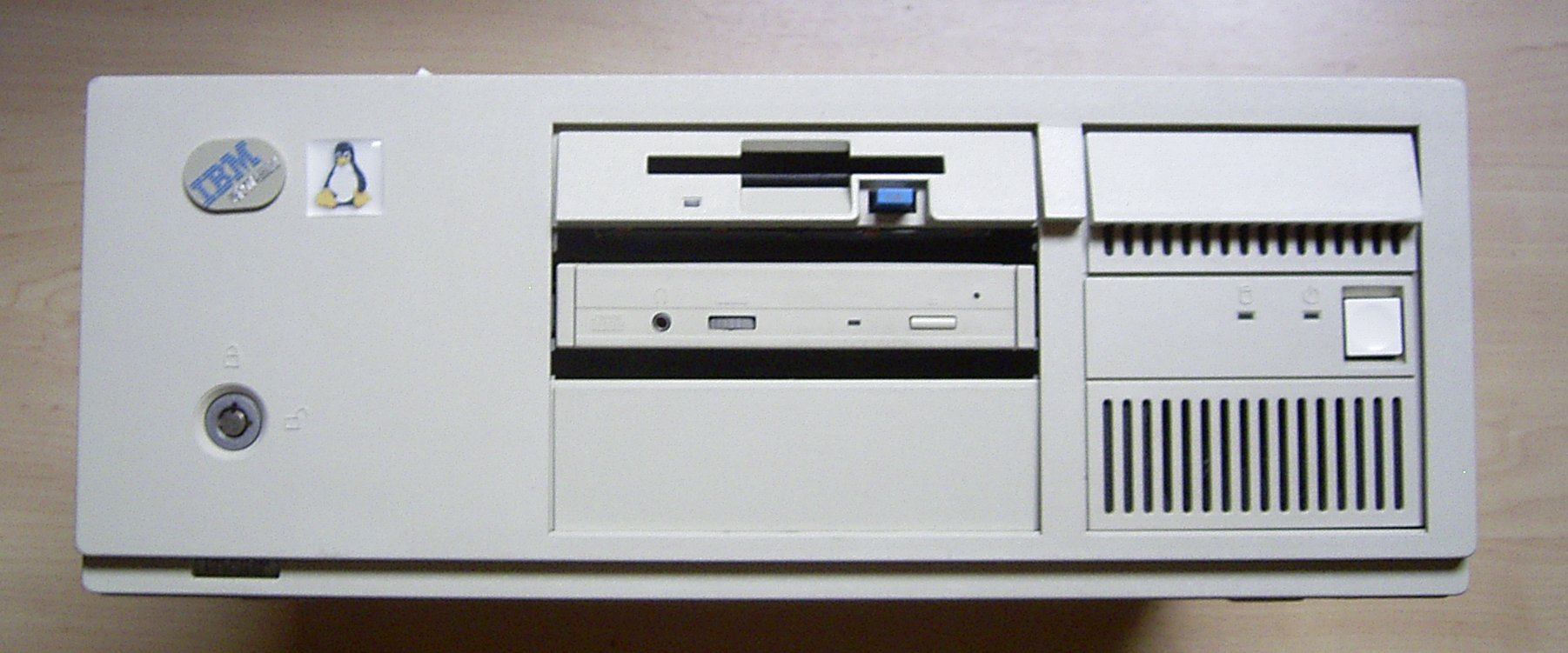
Un IBM PS/2 Model 77

En 1987, l'IBM PC introduit en 1981 et ses évolutions (IBM PC/XT, IBM PC/AT) sont un incontestable succès, avec 21 % de parts de marché. Cependant la part de marché d'IBM souffre de la multiplication des compatibles PC.
Le bus AT atteignant ses limites techniques en débit comme en gestion des interruptions, IBM crée une gamme d'ordinateurs d'architecture propriétaire nouvelle (MCA) et veille à ce qu'aucun concurrent ne puisse en produire de clones sans licence. Le passage à un nouveau bus est de toute façon inévitable pour utiliser toute la puissance de microprocesseurs 32 bits comme le 80386, et pour de bonnes performances graphiques en mode XGA (1024×768). On profite du changement pour abandonner le disque souple de 5"1/4, encombrant et incommode, au profit d'une disquette 3"1/2 physiquement semblable à celui du Macintosh, mais ayant une capacité de 1,44 Mo - au lieu de 800 Ko.
Tout constructeur pouvait négocier auprès d'IBM une licence du bus MCA lui permettant de fabriquer et de vendre des clones de l'IBM PS/2. Ces "clones autorisés" furent cependant rares. Pour l'anecdote, Tandy acquit une telle licence.
Compaq, qui avait déjà sorti son Desktop 386 avec l'ancien bus, réagit différemment : il se pose en défenseur de l'ancien standard, qu'il dit pouvoir faire évoluer plus tard dans la compatibilité avec un autre bus nommé EISA (en raison d'un brochage plus serré de connecteurs, le bus MCA n'acceptait pas les anciennes cartes au format bus AT), et dénonce la "fermeture du standard" par IBM. L'expression "bus AT" étant déposée par IBM, Compaq le renomme séance tenante "bus ISA" : Industry Standard Architecture.
Comme souvent, le logiciel suit l'évolution du matériel. En décembre 1987, quelques mois après la sortie de l'IBM PS/2, apparaît OS/2 1.0, nouveau système d'exploitation développé (du moins, au début) conjointement par IBM et Microsoft. Lui aussi répond à un besoin : dépasser la barrière des 640 Ko adressables pour autoriser la coexistence d'applications de plus en plus gourmandes avec des pilotes de réseau local encombrants.

## De la robustesse des PS/2

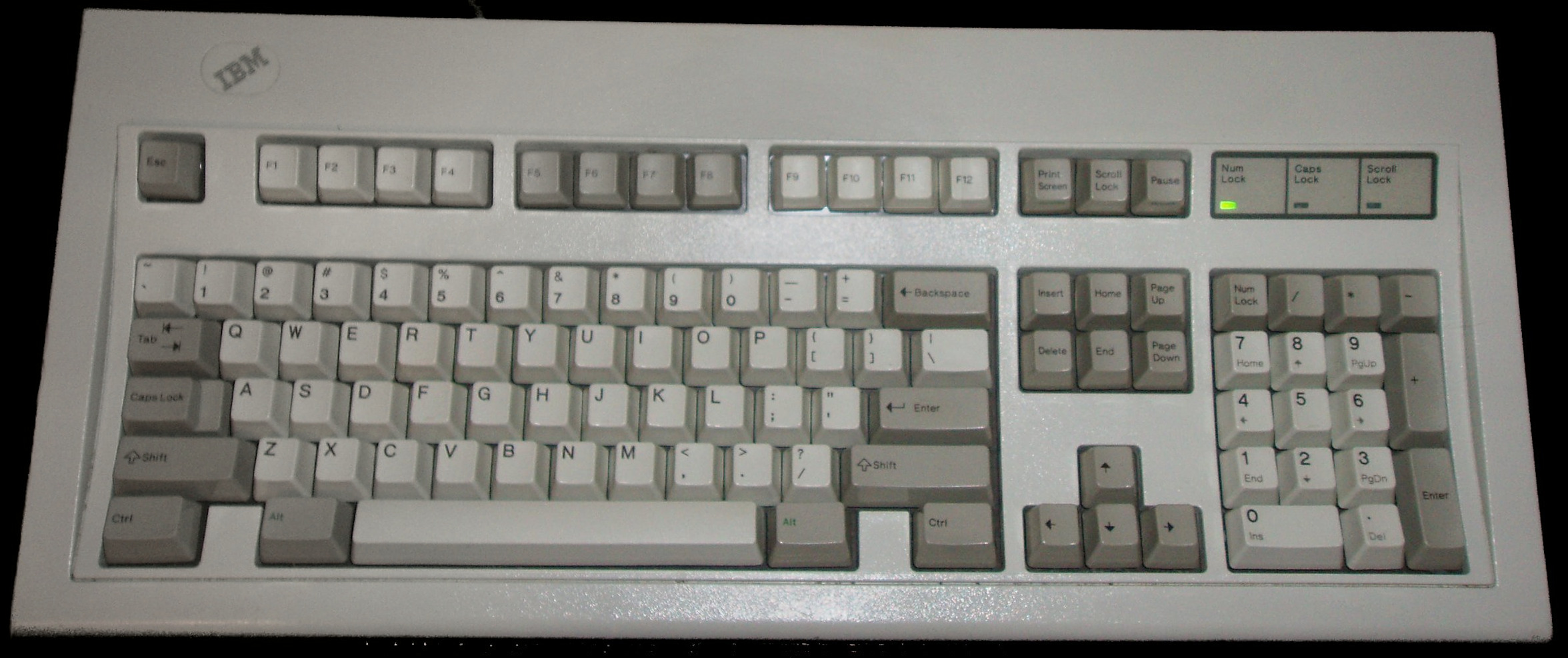
Le clavier Model M.

Chaque composant et chaque puce étaient finement testés en assemblage par IBM, qui choisissait, surtout sur les modèles antérieurs aux années 1990, des éléments de très haute qualité. Les claviers « Modèles M » sont des modèles d'indestructibilité (prévus pour 9600 frappes à l'heure, 8 heures par jour, pendant 10 ans conformément aux normes internes SPL d'IBM ; chaque touche est munie de son propre ressort et frappe avec un clic sonore servant de retour auditif) et sont encore utilisés çà et là en 2008, en particulier pour le langage APL. Chaque touche est surmontée d'un capuchon sur lequel est sérigraphiée la lettre correspondante et qui se retire pour être nettoyé individuellement.

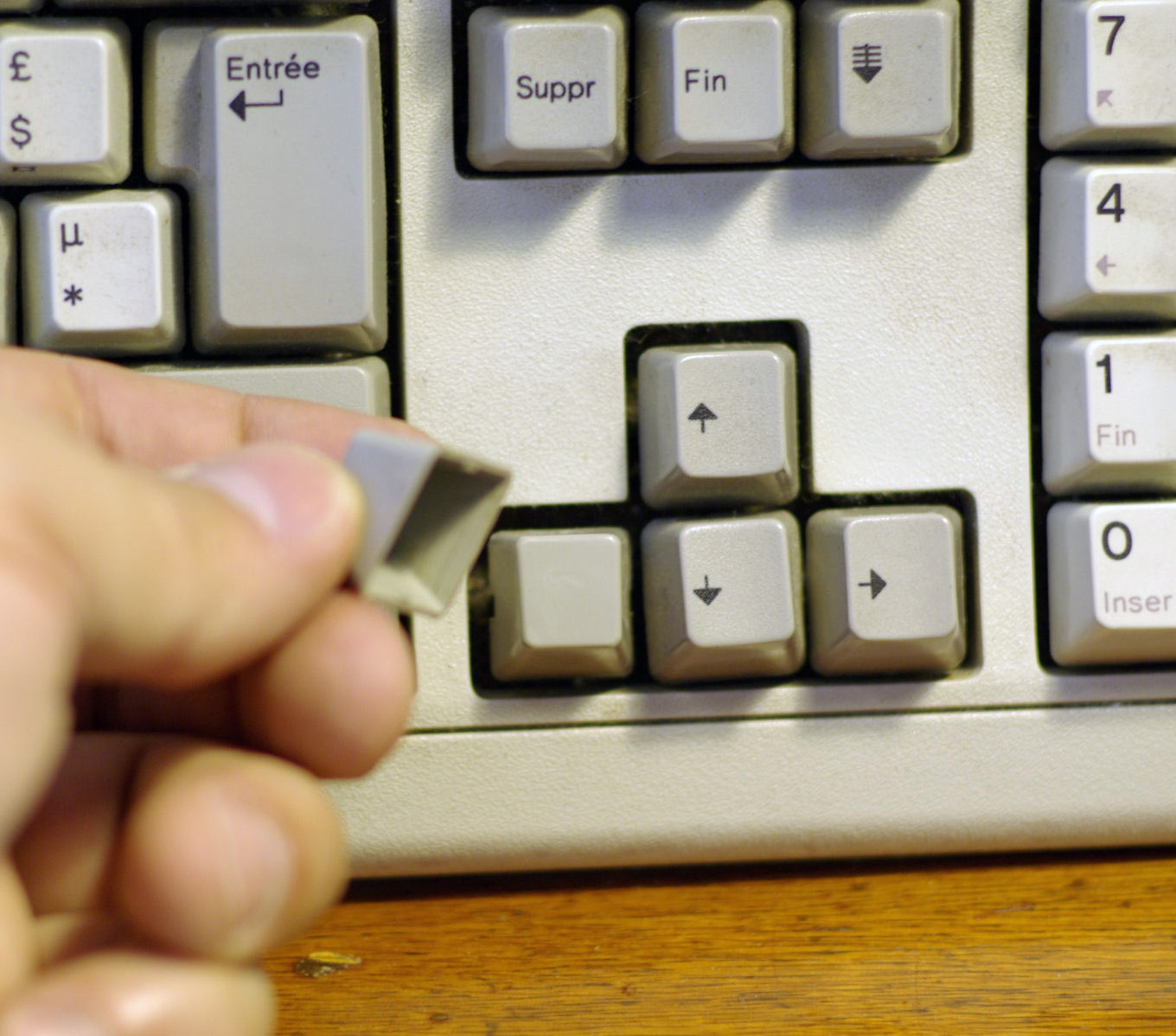
À chaque touche, son chapeau.

Les boîtiers, très lourds (environ deux kilos), sont très robustes, eux aussi. Outre leur poids, les IBM PS/2 sont très gourmands en électricité. La seule fragilité constatée le sera sur l'alimentation du premier modèle 60, qui ne résiste pas à une extinction suivie d'un réallumage immédiat (French IPL), vulnérabilité corrigée par la suite.
Ces choix de fiabilité et de qualité ont entraîné un prix déraisonnable pour les PS/2. Le modèle 80 se négociait à plus de 80 000 FRF à sa sortie en France, ce qui était largement supérieur à la moyenne du marché des ordinateurs personnels. Le personnel d'IBM pouvait pour sa part les acheter à moitié prix, et les revendre après six mois d'usage.

## Modèles
L'annonce d'avril 1987 introduisait 4 modèles : 8530 (bas de gamme, 8086, bus classique AT, écran MCGA, mais non VGA) et trois modèles à bus MCA et adaptateur VGA : les 8550 et 8560 (80286), et le 8580 (80386). Des modèles plus populaires comme le modèle 30-286, le 8550Z et le 8570 ne viendront que plus tard.
Voici les divers modèles de PS/2, en liste quasi exhaustive. Parmi les modèles les plus largement diffusés, on retrouve les Modèles 30, 55, 60, 80 (ces deux derniers au format Colonne).
- PS/2 Model 25
  - Modèle 25: 8086/8 - ISA
  - Modèle 25-286 : 80286/10 - ISA
  - Modèle 25LS : 80286/10 - ISA

- PS/2 Model 30
  - Modèle 30-8 : 8086/8 - ISA
  - Modèle 30-286 : 80286/10 - ISA

- PS/2 Model 35
  - Modèle 35-SX : 80386SX/20 - ISA

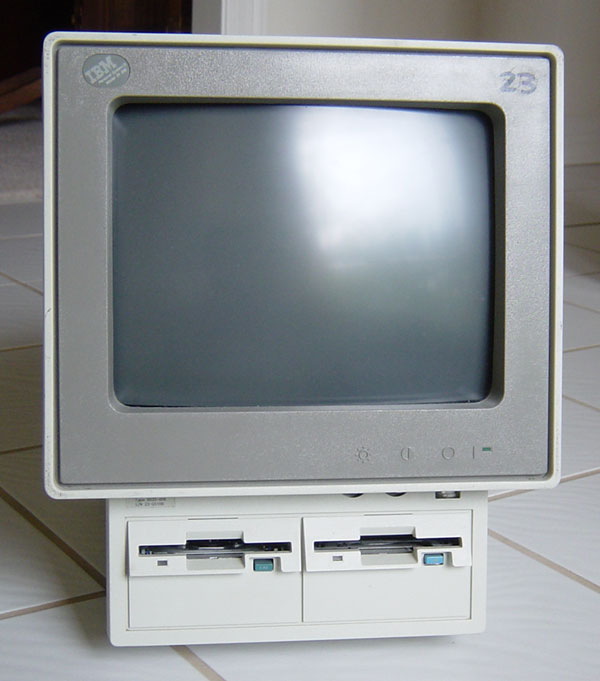
Modèle 25

  - Modèle 35-SLC : 80386SLC/20 - ISA
  - Modèle 35-LS : 80386SX/20 - ISA

- PS/2 Model 40
  - Modèle 40-SX : 80386SX/20 - ISA
  - Modèle 40-SLC : 80386SLC/20 - ISA

- PS/2 Model 50
  - Modèle 50 : 80286/10 - MCA
  - Modèle 50-Z : 80286/10 - MCA

- PS/2 Model 53
  - Modèle 53-SLC2 : 80486SLC2/25 - MCA
  - Modèle 53-LS : 80486SLC2/25 - MCA

- PS/2 Model 55
  - Modèle 55-SX : 80386SX/16 - MCA
  - Modèle 55-LS : 80386SX/16 - MCA

- PS/2 Model 56
  - Modèle 56-SX : 80386SX/20 - MCA
  - Modèle 56-SLC : 80386SLC/20 - MCA
  - Modèle 56-SLC2 : 80486-SLC2/25 - MCA

- PS/2 Model 57
  - Modèle 57-SX : 80386SX/20 - MCA
  - Modèle 57-SLC : 80386SLC/20 - MCA
  - Modèle 57-SLC2 : 80486SLC2/25 - MCA
  - Modèle 57-Ult : 80486SLC2/25 - MCA

- PS/2 Model 60
  - Modèle 60 : 80286/10 - MCA

- PS/2 Model 65
  - Modèle 65-SX : 80386SX/16 - MCA - SCSI

- PS/2 Model 70
  - Modèle 70 : 80386/16 - MCA
  - Modèle 70-A : 80386/25 - MCA - 2 unités de cache RAM
  - Modèle 70-E : 80386/16 - MCA
  - Modèle 70-386 : 80386DX/20 - MCA
  - Modèle 70-486 : 80486/DX2/33 - MCA
  - Modèle 70-B : 80486/25 - MCA

- PS/2 Model P70-75 (portables)
  - Modèle P70-386 : 80386DX/20 - MCA
  - Modèle P75-486 : 80486DX/33 - MCA

- PS/2 Model 77
  - Modèle 77 : 80486DX2/66 - MCA

- PS/2 Model 80
  - Modèle 80-386 : 80386DX/16 - MCA
  - Modèle 80-Axx : 80386DX/20 - MCA

- PS/2 Model 85
  - Modèle 85 : 80486DX/33 - MCA - SCSI

- PS/2 Model 90
  - Modèle 90 XP : 80486DX/33 - MCA ou 80486DX2/50 - MCA

- PS/2 Model 95
  - Modèles 95 Server : 80486DX2/66 - MCA ou 80586-60/66 - MCA

## La gestion des cartes d'extension par le bus MCA
Avant l'apparition de l'IBM PS/2, la configuration des cartes internes (ISA) d'un PC est assez délicate. Il faut veiller à ce que les cartes n'utilisent pas :
- la même adresse mémoire ;
- le même interrupt (IRQ) ;
- le même canal DMA.

De plus, pour régler tous ces paramètres, il faut déplacer des cavaliers sur les cartes. Dès qu'un ordinateur est équipé de trois ou quatre cartes ISA (carte réseau, carte son, modem), la configuration tient du casse-tête.
Les PS/2 diffèrent des autres PC en ce qui concerne la gestion de leurs cartes internes. Lors de l'ajout ou de la suppression d'une carte, il suffit de démarrer sur la Reference Diskette et d'ajouter un fichier .ADF décrivant le matériel.
En effet, lorsque l'on ajoute ou retire une carte MCA, l'ordinateur affiche une erreur au démarrage (que l'on peut outrepasser en appuyant sur F1).
Il faut alors le démarrer avec une disquette de démarrage spécifique au modèle (IBM PS/2 model xx Reference Diskette), puis insérer le module spécial (un fichier ADF sur une disquette, sorte de descriptif de configuration) pour la nouvelle carte. Ensuite seulement, l'ordinateur peut être redémarré sans erreur, et le matériel reconnu.
Le bus MCA était donc presque Plug and Play bien avant Windows 95.